# Towner
Towner – miasto w Stanach Zjednoczonych, w stanie Dakota Północna, stolica hrabstwa McHenry. W 2008 liczyło 502 mieszkańców.